# Homogenität (Pädagogik)
Homogenität bezeichnet in der Pädagogik und der Unterrichtslehre eine zu Lern- oder Erziehungszwecken unter bestimmten Aspekten gleichartig zusammengesetzte Gruppe von Lernenden. Homogenität ist das Gegenteil von Heterogenität. Es bedeutet nicht „Gleichheit“, sondern „Gleichartigkeit“, „Ähnlichkeit“, „Verwandtschaft“.

## Begriff
Der Begriff Homogenität leitet sich ab von ὁμός homós  „gleich“, „ähnlich“ und γένος „génos“ = Art, Verwandtschaft. Homogenḗs (ὁμογενής, mittellateinisch homogeneus) bedeutet „gleichen Geschlechts“, „verwandt“, „gleicher Herkunft oder Art“. In der Bedeutung „Gleichartigkeit“, „Von verwandter Art“ charakterisiert Homogenität Gruppenbildungen, die unter bestimmten Arbeitsbedingungen und Zielsetzungen formiert werden. Wortgenau übersetzt, bedeutet das Kompositum homo-gen also nicht „gleich“, nicht „identisch“, sondern „gleich-artig“, „ähnlich“, „verwandt“. Das Übersehen des zweiten Wortteils führt oft zu Fehldeutungen, einer falschen Verwendung des Begriffs und zu abwegiger Kritik.

## Formen
Je nach Zielsetzung kann es in der Unterrichtsgestaltung sinnvoll sein, homogene oder heterogene Gruppen zu bilden. Diese Gruppenbildung kann sich nach der Körpergröße, dem Geschlecht, dem Alter, dem Leistungsstand, der Religionszugehörigkeit, der Sprache, der Kultur und weiteren Kriterien anbieten. Bekannte homogene Formatierungen sind etwa das Unterrichten in Jahrgangsklassen, die Aufgliederung des Gymnasiums in Unterstufe, Mittelstufe und Oberstufe, die Einteilung von Bildung in ein mehrgliedriges Schulsystem mit Grundschule, Förderschule, Hauptschule, Realschule, Gymnasium, die Ausbildung in verschiedenen Fachgebieten oder wissenschaftlichen Disziplinen etc.

### Alters-Homogenität
Alters-Homogenität wird, wie der Name schon aussagt, etwa in der Bildung von Jahrgangsklassen in den Schulen angestrebt. Diese setzen einen annähernd gleichen Entwicklungsstand der Kinder an und wollen in Klassenformation fördern. Altershomogene Gruppierungen begünstigen das Ausbilden von Peergroups und Interessengemeinschaften, die für das gemeinsame Lernen förderlich sind. Für die Lehrkräfte hat diese Gliederung den Vorteil, das didaktische Prinzip des alters- und entwicklungsgerechten Lernens methodisch leichter umsetzen zu können.

### Geschlechter-Homogenität

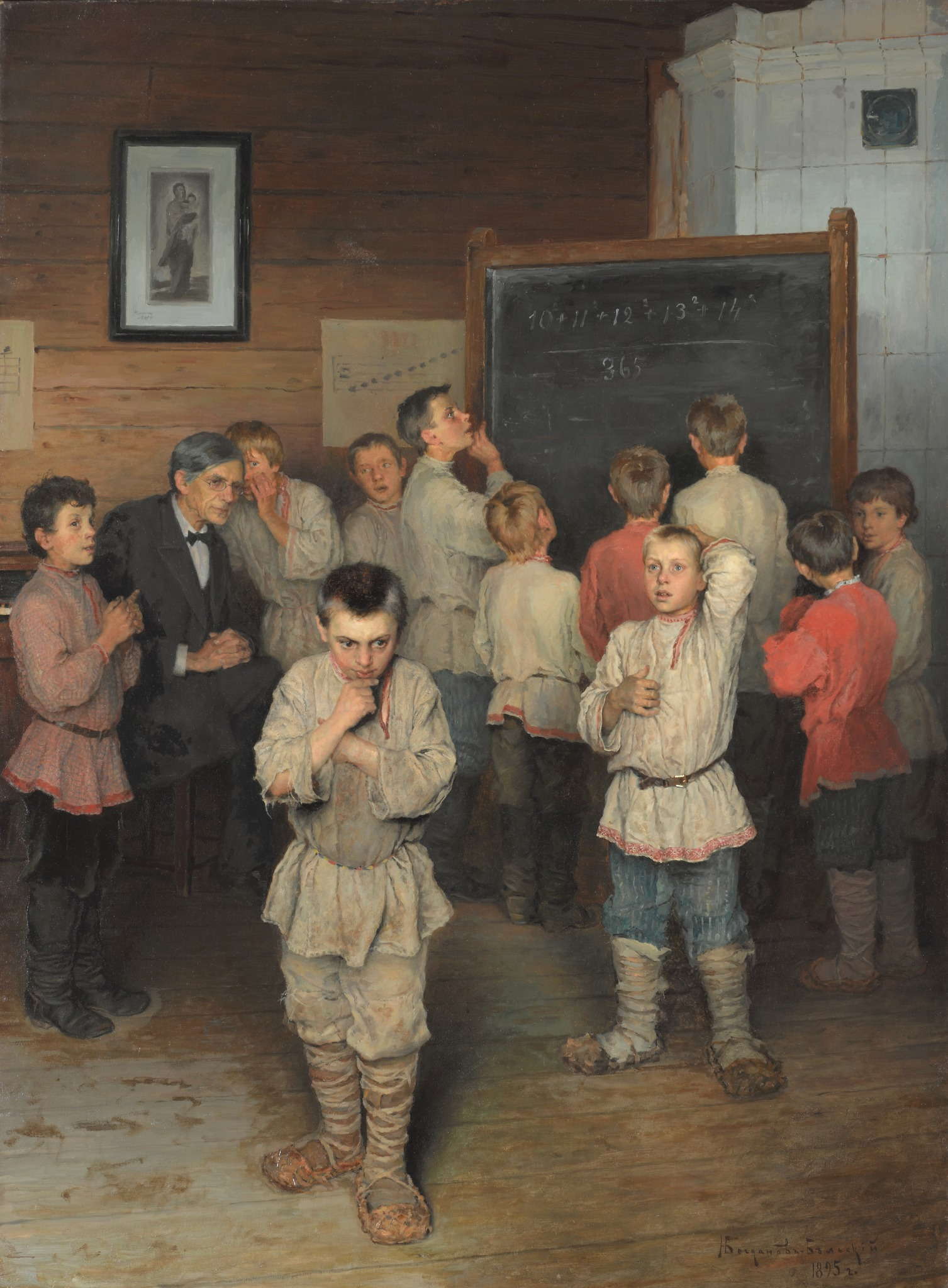
Jungenklasse auf einem Bild von Nikolai Bogdanov-Belsky 1895

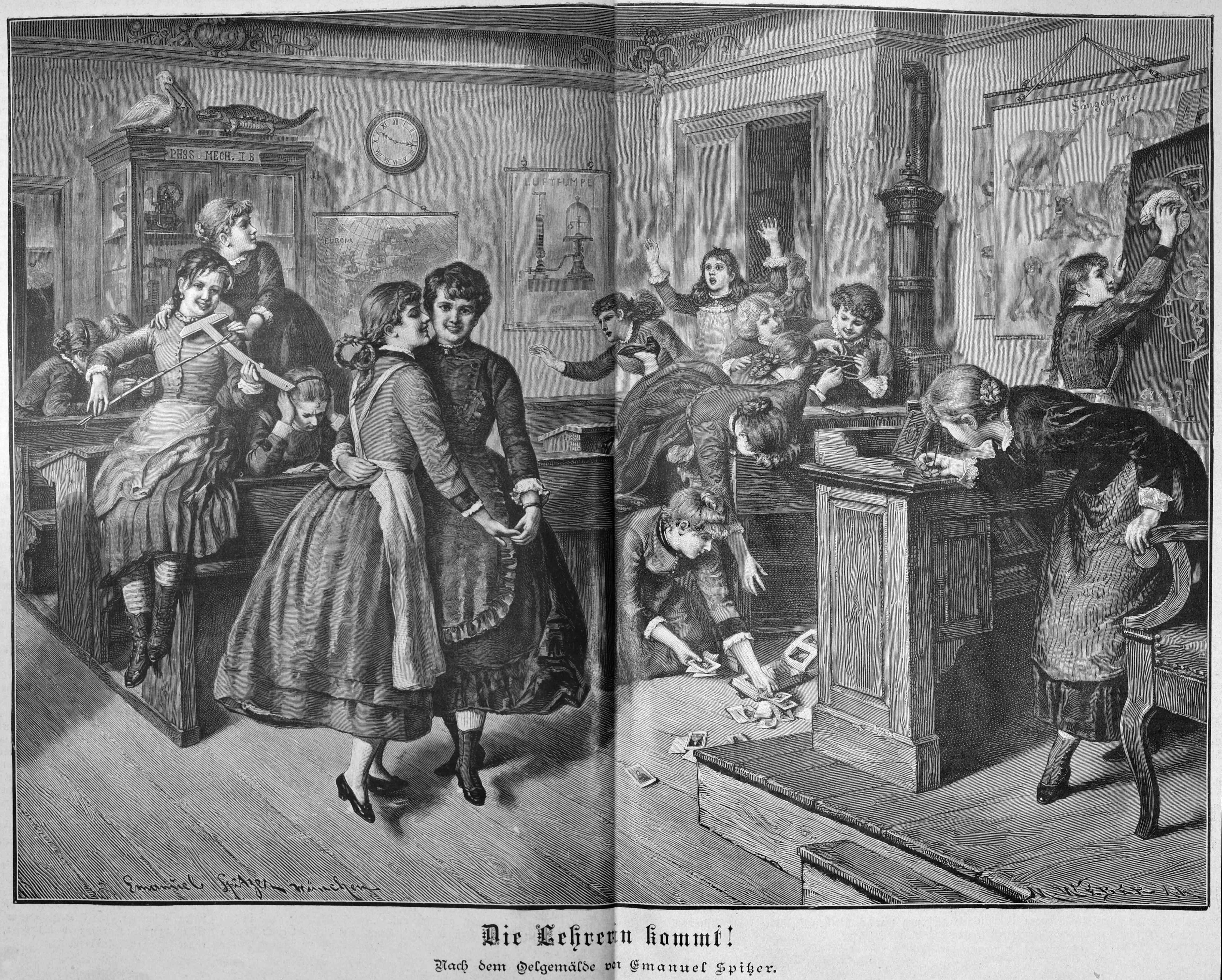
Mädchenklasse. Ölgemälde von Emanuel Spitzer 1888, aus Die Gartenlaube

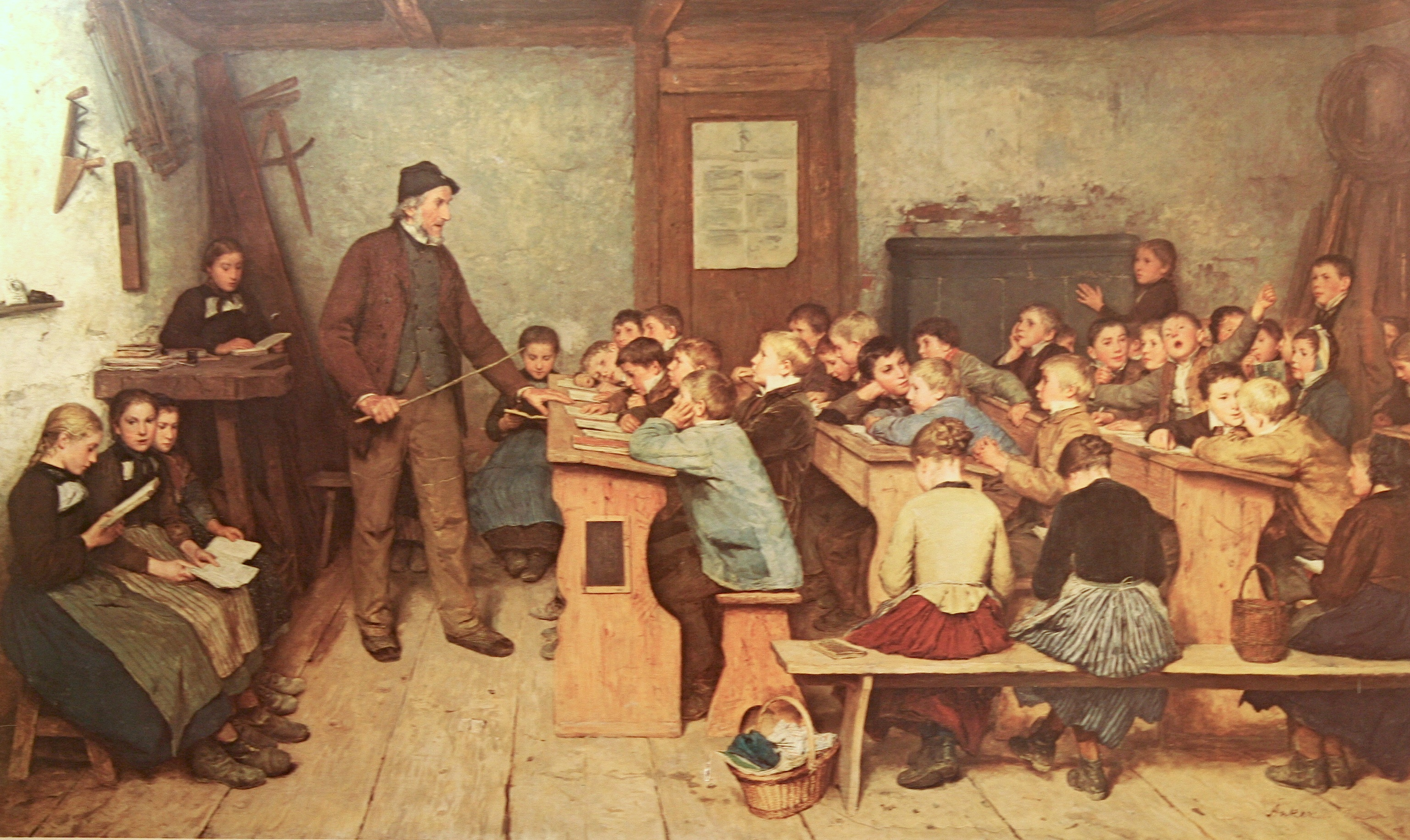
Koedukative Dorfschule mit homogenen Untergruppen 1848

Noch vor einigen Jahrzehnten war die überwiegende Lehrmeinung, dass Heranwachsende ab der Pubertät getrennt voneinander, möglichst in geschlechtsgleichen Klassen, zu unterrichten sind. Dies galt vor allem auch für den Sportunterricht. Maßgeblich waren außer der unterschiedlichen Entwicklungsgeschwindigkeit und der Vermeidung sexueller Annäherungen auch die Divergenz der Leistungsschwerpunkte und der Interessen. Die Pädagogik wollte keine Gleichschaltung und Nivellierung in der Erziehung, sondern die Gestaltung einer als geschlechtstypisch angesehenen Persönlichkeitsförderung von Jungen und Mädchen. Dazu schien die Bildung von getrennt geschlechtlichen homogenen Klassen die angemessene Maßnahme. Entsprechend entstanden Lyzeen für die höhere Schulbildung der Mädchen und Gymnasien für die Jungen, Mädchenpensionate und Jungeninternate. Sie setzten teilweise unterschiedliche Bildungsschwerpunkte. Diese Trennung ist heute bis auf Ausnahmen in privaten Einrichtungen weitestgehend aufgehoben. Lediglich der Sportunterricht wird aus naheliegenden Gründen weiterhin von weiblichen Lehrkräften für die Mädchen und von männlichen Sportlehrern für die Jungen erteilt.

### Leistungs-Homogenität
Eine didaktische Regel fordert, den einzelnen Schüler für seine Lernfortschritte an seinem jeweiligen Wissens- und Könnensstand abzuholen. Soll das im Klassenverband geschehen, bedarf es eines etwa gleichen Leistungsniveaus oder einer Differenzierung in homogen strukturierte Untergruppen. Es macht keinen Sinn, etwa Skianfänger in demselben Kurs gemeinsam mit fortgeschrittenen Skiläufern  unterrichten zu wollen. Ein Lehrer kann Drittklässler nicht angemessen auf das Gymnasium vorbereiten, wenn er in derselben Gruppe auch Analphabeten betreuen muss. Der Anfänger im Violine-Spielen wird sich ebenso wenig wie der Schüler der Meisterklasse wohlfühlen und sein Können steigern können, wenn sie sich in derselben Lerngruppe wiederfinden. Beide benötigen für ihre optimale Förderung eine Lerngruppe, die ihrem Leistungsniveau entspricht, oft sogar Lehrer auf jeweils anderem Kompetenzniveau. Beide benötigen andersartige Lehranweisungen und Lernmethoden.

### Interessen-Homogenität
Interessenhomogenität erleichtert das Bilden von arbeitsteiligen Gruppen, weil sie das Zugesellen zu Gleichgesinnten erlaubt. Sie realisiert sich etwa bei der freien Entscheidung für  ein bestimmtes Wahlfach, bei der Eingliederung in eine thematisch gemeinsam interessierende Arbeitsgruppe, bei der Zuordnung zu einer bestimmten Riege oder Sportart im Sportunterricht, bei der Wahl eines speziellen Schultyps oder einer Studien- oder Berufsausrichtung. Ähnliche Interessen erzeugen eine lernfördernde Gruppendynamik. Diesen Sachverhalt nutzten auch die sogenannten Peer-Education-Strategien.

### Bildungs-Homogenität
Die Schulen des Bildungssystems differenzieren sich nach allgemeinbildenden und weiterführenden, mehr wissenschaftlich-akademisch oder mehr berufsbezogenen, eher musisch-künstlerisch oder sportlich orientierten Ausbildungsrichtungen, die in Absetzung zueinander relativ homogene Ausbildungsgänge anbieten. Hauptschulen, Realschulen oder Gymnasien arbeiten auf unterschiedlichem Anspruchsniveau, haben eine unterschiedliche, aber jede für sich relativ gleichartige, vom Schultyp her vorgegebene Bildungsausrichtung.

### Weltanschauungs-Homogenität
Religionsunterricht findet in der Regel entsprechend der religiösen Ausrichtung in homogenen Gruppen, etwa als christlich-protestantischer, christlich-katholischer, als islamischer oder jüdischer Unterricht statt. Die Unterrichtskonzeption geht davon aus, dass die Kinder zunächst einmal in einer, der von ihren Eltern vorgegebenen Religionsgemeinschaft, heimisch werden, dass christliche Kinder eine christliche und islamische Kinder eine islamische Erziehung erhalten sollen und dass eine vorzeitige Vermischung selbst protestantischen und katholischen Glaubensguts die Kinder nur verwirren würde.

### Kultur-Homogenität
Das in jüngster Zeit besonders intensiv diskutierte Phänomen einer sogenannten „Multikulturellen Gesellschaft“ charakterisiert sich durch ein Gemisch der unterschiedlichsten Kulturen im gemeinschaftlichen Lebensraum. Dies bleibt nicht folgenlos für das Schulsystem und die Pädagogik der ursprünglich kulturell einheitlicher zusammengesetzten Bildungseinrichtungen. Es stellt vor neue Herausforderungen, um das Herausbilden von unerwünschten Parallelgesellschaften zu verhindern. Das Zusammenwachsen von Menschen unterschiedlicher Herkunftsländer mit eigenen Traditionen ist oft konfliktbeladen und unterrichtlich sehr viel schwieriger zu erreichen als das Lehren und Lernen in homogenen Gruppen, wie die Schulsituation in verschiedenen Brennpunkten, etwa in Berlin-Kreuzberg, zeigt. Die Lehrer werden dann statt in ihrer eigenen Kompetenz als Vermittler eines curricular vorgegebenen Lernstoffs und Bildungsauftrags weitestgehend in der berufsfremden Funktion des Sozialarbeiters gefragt, was eine andere Ausbildung voraussetzt und eigentlich eine andere Berufsgruppe mit spezieller Ausrichtung betrifft.

## Pädagogische Intention
Homogenität bei der Lerngruppenbildung strebt möglichst gleichartige Voraussetzungen der zu Erziehenden an, um eine bestmögliche Förderung des einzelnen Schülers und der gesamten Gruppe erreichen zu können. Es verbietet sich von der Sache her, etwa bei einem Skikurs, den Ski-Anfänger, der noch nie ein gleitendes Brett unter den Füßen hatte, mit dem bereits Rennen fahrenden Slalomfahrer in derselben Ausbildungsgruppe unterrichten zu wollen. Es verbietet sich sowohl von der Wahl des Geländes wie der Lehrmethode wie dem Anspruchsniveau des Lehrgangs und den Erwartungen der Lehrgangsteilnehmer. Selbst bei Einstellung auf ein Durchschnittskönnen der Gruppe wäre der Anfänger überfordert. Er wäre erhöhten Verletzungsgefahren ausgesetzt und würde wahrscheinlich frustriert vorzeitig aufgeben. Der Könner wäre dagegen unterfordert. Er würde sich langweilen, würde kaum die gewünschten eigenen Lernfortschritte erzielen können und ebenfalls wohl vorzeitig den Kurs enttäuscht verlassen. Ähnliches gilt für einen Sprachkurs oder eine akademische Vorlesung, wenn die Voraussetzungen der Lernenden zu unterschiedlich sind. So besteht in jedem Kurs die Gefahr, dass die Lehrkraft bzw. Dozent einzelne Lernende zu unterfordern und die anderen zu überfordern. Diese Gefahr besteht auch in homogenen Gruppen. Es wird aber durch die Gruppenbildung gehofft die Passung zwischen Lerninhalt und Lernenden zu erhöhen. 

## Gesellschaftliche Realität
Es ist eine Binsenweisheit, dass die Menschen, schon Heranwachsende gleichen Alters, sich in mancherlei Weise voneinander unterscheiden, dass jeder Mensch ein sogenanntes Individuum, dass Diversität als gesellschaftliche Vielfalt eine Gegebenheit ist. In keinem Klassenverband finden sich Kinder vollständig identischer Altersgegebenheiten, Bildungsvoraussetzungen oder Lernfähigkeiten. Ebenso unbestreitbar ist aber auch die Erkenntnis, dass es verwandte, sogar übereinstimmende Merkmale gibt, die eine Gruppe von Lernenden gemeinsam charakterisieren und die sich entsprechend sinnvoll als Gruppen zusammenfassen lassen. Auf letzteres Merkmal stützt sich die Einteilung in homogene Gruppen.
Die homogene Gruppenbildung versucht, dem didaktischen „Prinzip der Alters- und Entwicklungsgerechtigkeit“ stringent zu folgen und die Leistung jedes Einzelnen in einer seinem Leistungsstand angemessenen Gruppe optimal zu fördern. Dabei geht es nicht um „Gleichheit“ der Gruppenmitglieder, sondern um „Gleichartigkeit“, d. h. „Ähnlichkeit“ der Interessen und Lernvoraussetzungen.
Die Bildungsvorstellung verfolgt mit der Einrichtung homogener Gruppen die Absicht, für eine ähnlich strukturierte Lerngruppe die bestmöglichen Lernvoraussetzungen zu schaffen, um optimale Lernfortschritte für jedes Gruppenmitglied und die Gruppe insgesamt erzielen zu können. Die verbleibenden Unterschiede sollen entsprechend dem Prinzip der Differenzierung methodisch ausgeglichen werden. Dies setzt jedoch überschaubare Klassengrößen, entsprechende Räumlichkeiten und materielle Ausstattung voraus und lässt sich auch angesichts des gravierenden Lehrermangels und schwieriger gewordenen Schülerverhaltens oft nicht gewährleisten.

## Problemfelder
Die Auseinandersetzung um die pädagogisch sinnvolle und didaktisch angemessene Gruppenbildung ist aus der pädagogisch-didaktischen Fachdiskussion längst in die politische Arena ausgewandert und bestimmt heute durch entsprechende Vorgaben wesentlich das schulische Geschehen. Die oft ideologisch begründete und damit bisweilen ins Polemische entgleisende, emotional aufgeladene schulpolitische Debatte bedient sich dabei gern einer Fehlübersetzung von „Homogenität“ als „Gleichheit“, wobei insbesondere die zweite Worthälfte des Kompositums nicht ins Bewusstsein gelangt. Daraus wird dann die irrige Folgerung abgeleitet, dass es Homogenität bei Menschen und Gruppen in der Realität gar nicht gäbe, dass dies eine reine Setzung sei.  Als wesentlicher Kritikpunkt wird von den Gegnern homogener Gruppenbildung jedoch die Zementierung gesellschaftlicher Strukturen gesehen, die man durch die Favorisierung heterogener schulischer Bildungsgänge überwinden möchte. Ungeeignet für eine sachliche Auseinandersetzung zu der Thematik erscheint vom wissenschaftlichen Standpunkt auch die Kontrastierung der jeweiligen Gegenposition mit negativ konnotierten Kampfbegriffen wie „Monoedukation“ oder „Exklusion“.

### Gleichgeschlechtliche versus geschlechtergetrennte Erziehung
Die Kontrastierung der Begriffe Monoedukation und Koedukation kennzeichnet eine gegensätzliche Vorstellung davon, ob eine gleichgeschlechtliche oder eine getrenntgeschlechtliche Erziehung der unterschiedlichen Eigenart bzw. den gewünschten Erziehungszielen von Jungen und Mädchen besser gerecht werde, ob reine Mädchen- und Jungenschulen oder gemischte Schulen die besseren Entwicklungschancen böten. Führen die Vertreter einer geschlechtsspezifischen Erziehung die unterschiedlichen Entwicklungsgeschwindigkeiten, Interessen, Leistungsbereiche, etwa im Schulsport, ins Feld und fürchten dabei Nachteile für beide Seiten, erwartet die andere Seite mehr Chancengleichheit, insbesondere für die Mädchen, und eine Auflösung eingefahrener Geschlechterrollen.

### Regelschule versus Förderschule
Auch das Gegensatzpaar „Inklusion“ und „Exklusion“ ist eher als Kampfparole der schulpolitischen Auseinandersetzung zu verstehen denn als sachliche Gegenüberstellung zweier Positionen, weil der Begriff Inklusion positiv mit Solidarität, Empathie, Minderheitenschutz verknüpft, der Begriff Exklusion dagegen negativ mit Ausgrenzung, Exklusivität, Stigmatisierung verbunden wird, auf- und abwertende Begriffe wie „Homodoxie“ für eine sachliche Auseinandersetzung aber nicht als förderlich gelten können. Es geht um die Frage, ob körperlich oder geistig behinderte oder verhaltensauffällige Kinder vorteilhafter in einer Förderschule, also in einer speziell für sie eingerichteten Schulform in relativ homogenen Gruppen mit speziell für ihre Betreuung ausgebildeten Lehrkräften unterrichtet werden oder ob sie in die Regelschulen integriert und gemeinschaftlich mit den nicht behinderten Kindern ausgebildet werden sollen. Hierbei zeigt die empirische Schulforschung in Deutschland und in anderen Ländern, dass für Kinder mit dem sonderpädagogischen Förderbedarf Lernen der gemeinsame Unterricht zu besseren Schulleistungen führt.

## Homogenität und Heterogenität
War bis über die Mitte des 20. Jahrhunderts hinaus das Anstreben möglichst homogener Bildungseinheiten, wie es sich etwa in der Geschlechtertrennung, in der Favorisierung des dreigliedrigen Schulsystems oder der Einteilung in Jahrgangsklassen zeigte, nahezu pädagogischer Konsens, so bekam die Vorstellung der Heterogenität, auch angesichts stärker werdender Migrationsströme, als gesellschaftliche Gegebenheit neues Gewicht. Sie musste gesellschaftspolitisch und pädagogisch bewältigt werden und modifizierte sich zu der Devise „Einheit in der Vielfalt“.
Die Bildung homogener oder heterogener Gruppen ist in Pädagogik und Didaktik kein Dogma oder Erziehungsprinzip. Sie können in verschiedenen Bildungskonzeptionen einen (einseitigen) Schwerpunkt bekommen, sind dann aber meist gesellschaftspolitisch-ideologisch motiviert. In der zeitgemäßen sachlich-wissenschaftlich orientierten Didaktik korrespondieren beide entsprechend dem jeweiligen Bildungsziel miteinander und ergänzen sich gegenseitig. Es ist dem didaktisch versierten Lehrer und Erzieher aufgetragen, nach Prüfung der Lernziele und der Lernadressaten sich für die sachlich und personenbezogen günstigste und angemessenste Form der Gruppenbildung zu entscheiden. Dabei dürfen nicht Vorurteile, Empfindlichkeiten und ideologische Fixierungen, muss vielmehr der Nutzen für die einzelnen Lernenden und die Lerngruppe bestimmend sein.
So ist es durchaus sinnvoll, unter dem Aspekt des sozialen Handelns und Lernens auch Menschen unterschiedlicher Lernvoraussetzungen, verschiedenen Alters in einer heterogenen Gruppe miteinander kooperieren zu lassen, um miteinander und voneinander zu lernen. Dies bietet sich z. B. in der Form des sogenannten „familiären Lernens“ an, bei dem in Familie, Altersheim, Sportverein oder Spielfest Personen verschiedenen Alters, Behinderte und Nichtbehinderte, Asylanten und Einheimische miteinander agieren und sich gegenseitig fördern können. Anspruchsvollere, auf individuelle Lernfortschritte im Wissen und Können angelegte Lernprozesse legen allerdings das Bilden homogener Gruppen nahe. Mit dem didaktischen Prinzip der Differenzierung werden methodische Möglichkeiten angeboten, zeitweise Kompromisse zwischen beiden Gruppierungen zu praktizieren.
Vor allem im Makrobereich der schulpolitischen Entscheidungen bleibt es eine Herausforderung, den angemessenen Weg zu finden zwischen den Erfordernissen der optimalen Lernförderung des einzelnen Lernenden und der ebenso notwendigen sozialen Integration von Menschen unterschiedlicher Bildungsvoraussetzungen, Lernbereitschaften und Lerngeschwindigkeiten.